# Galatea (Nereide)

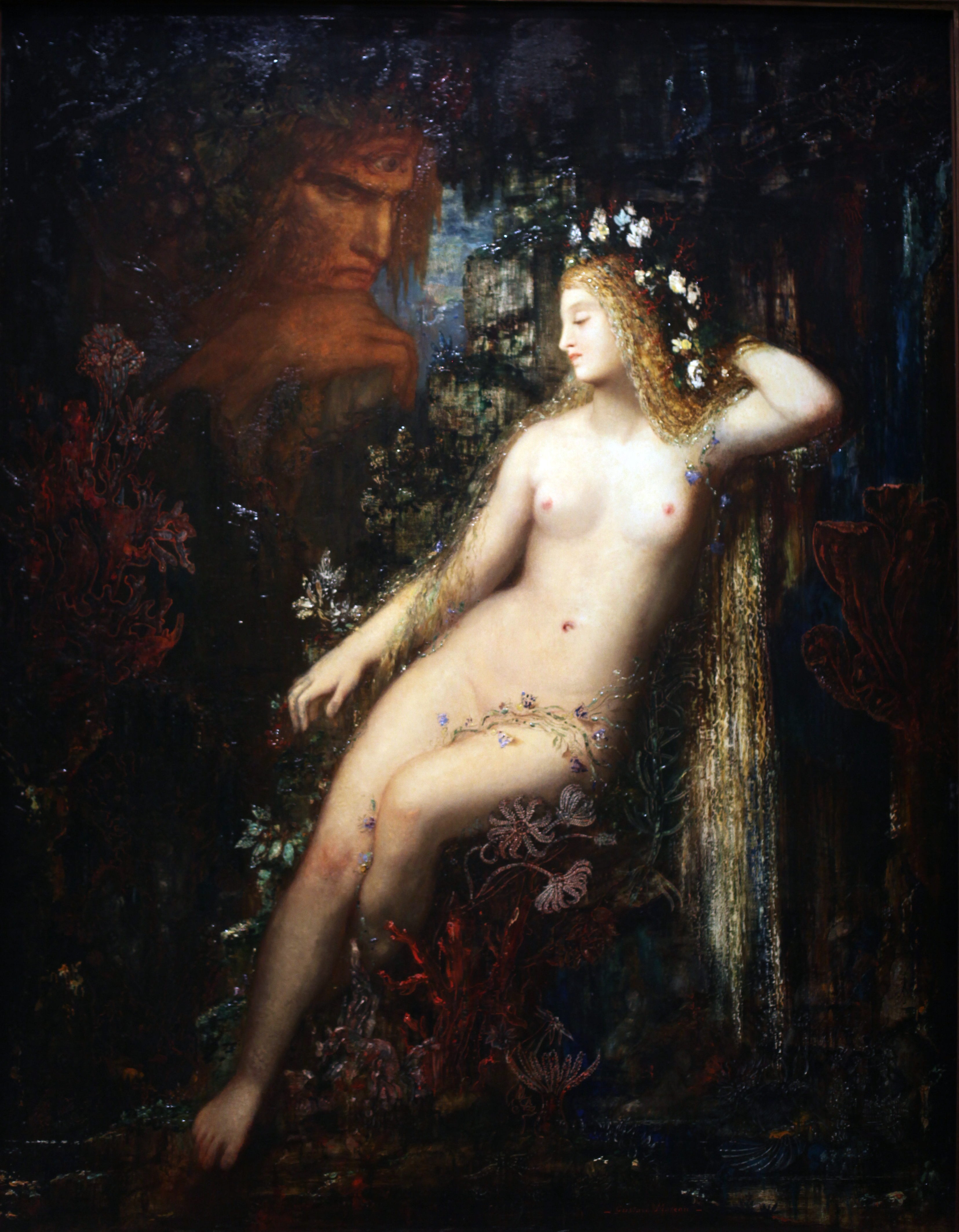
Galatea, opera di Gustave Moreau, 1880 circa Musée d'Orsay, Parigi

Galatea (in greco antico: Γαλάτεια?, Galàteia, "lattea", ma questa interpretazione sembra un'etimologia popolare data dalla somiglianza con l'aggettivo  γάλακτος, γαλακτεία, derivato da γάλα 'latte', mentre la vera origine potrebbe essere γαλήνη 'calma': "la dea del mare calmo") è una figura della mitologia greca, una delle cinquanta ninfe del mare, le Nereidi, figlie di Nereo e di Doride, la cui abituale residenza è in fondo all'oceano col padre, e che hanno il compito di assistere i marinai.

## Mitografia

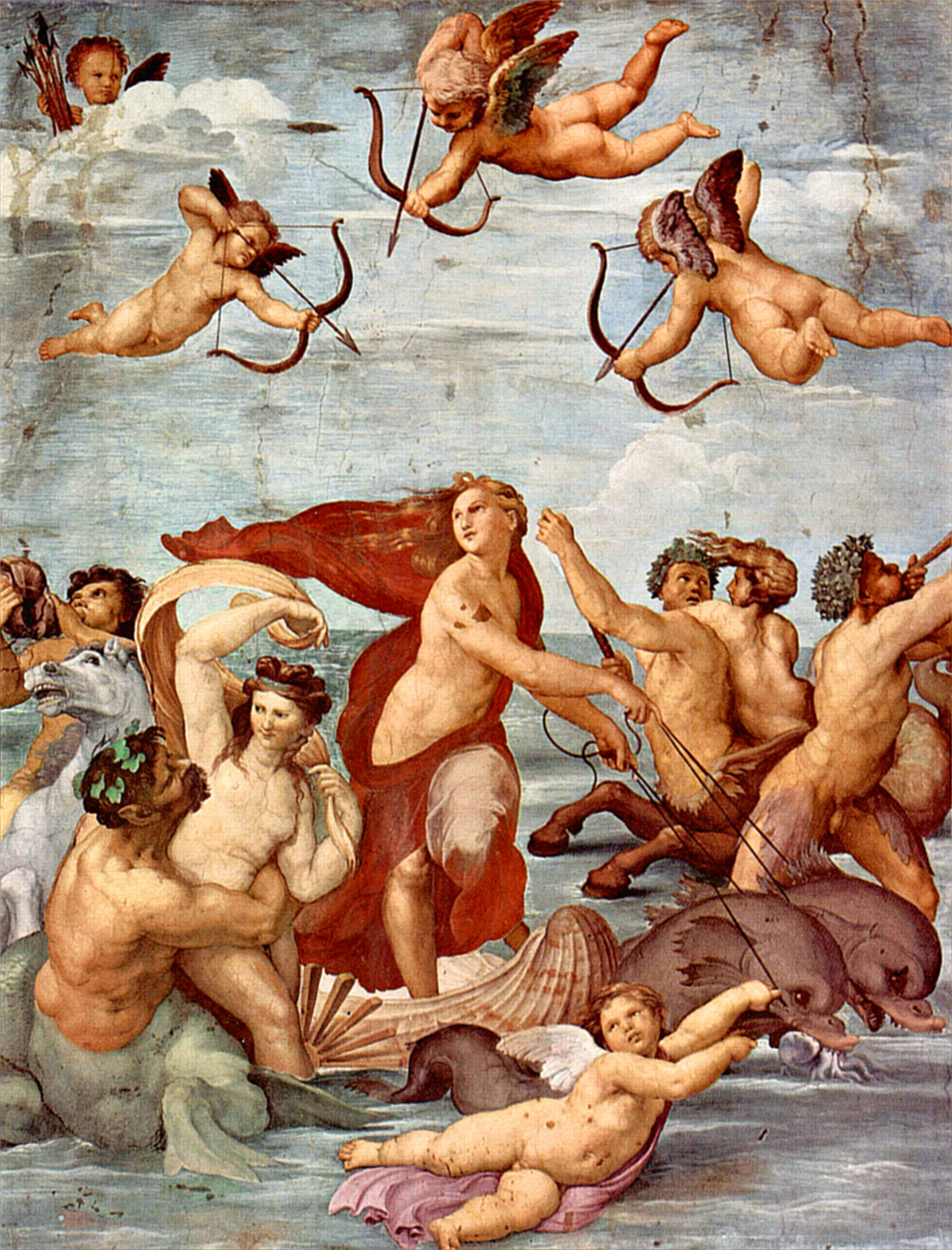
Trionfo di Galatea di Raffaello Sanzio (1512), affresco, Roma, Villa Farnesina

Omero ne fa cenno nell'Iliade (libro XVIII), ma il mito del suo amore per Aci è posteriore e costituisce uno dei temi preferiti della poesia bucolica dei poeti greci in Sicilia.
Il mito narra che Galatea fosse innamorata di Aci, un giovane bellissimo, e che il ciclope Polifemo, invidioso del giovane e a sua volta innamorato della ninfa, un giorno avesse cercato di attirarla col suono del suo flauto, senza però riuscire nel suo intento. Una sera Polifemo vide i due amanti al chiaro di luna in riva al mare. Accecato dalla rabbia, scagliò contro il povero pastorello un grosso masso di lava, schiacciandolo e lasciandolo senza vita. Galatea pianse tutte le sue lacrime sopra il corpo, ormai inerme, del suo amato; Zeus e gli dei ebbero pietà e trasformarono il sangue del pastorello in un piccolo fiume, Ἄκις (Ákis), che nasce dall'Etna e sfocia in una piccola spiaggia vicino a Capo Mulini (a Santa Caterina), dove i due amanti erano soliti incontrarsi. Qui si trova una piccola sorgiva, «‘u sangu di Jaci» (cioè "il sangue di Aci" in siciliano), dal colore rossastro, dovuto alla presenza di ossidi di ferro.
Nelle Metamorfosi di Ovidio, viene invece raccontato che fu proprio Galatea, per tenere in vita il suo amore, a trasformare il sangue di Aci in una sorgente e lui stesso in un dio fluviale.
In onore della morte del pastorello, nove paesi limitrofi al fiume portano il prefisso Aci (proprio negli stessi luoghi dove, sempre secondo leggenda, Polifemo avrebbe buttato nove parti del corpo di Aci): Aci Castello con il castello normanno; Aci Trezza famosa per i faraglioni dei ciclopi e per il libro I Malavoglia di Verga; Acireale; Aci Sant’Antonio; Aci Catena; Aci San Filippo; Aci Platani; Aci Santa Lucia; e Aci Bonaccorsi.
Il tema mitologico ha dato luogo alla diffusione di un soggetto iconografico prediletto dagli artisti del Rinascimento, quello del Trionfo di Galatea: si tratta di una scena vivace e affollata, nella quale la ninfa campeggia al centro, sul suo carro che è una conchiglia trainata da delfini. Il gruppo è sorvolato da alcuni amorini che scagliano frecce in direzione di Galatea.

## Galatea nell'arte

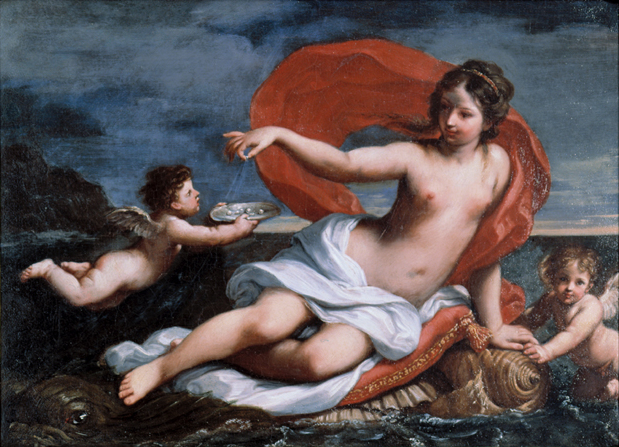
Galatea di Elisabetta Sirani, 1664, Museo civico di Modena

- Il Ciclope (III sec. a.C.) - idillio XI di Teocrito
- Trionfo di Galatea - affresco di Raffaello Sanzio (1512)
- Polifemo e Galatea (1598-1600) - dipinto di Annibale Carracci. Roma, Palazzo Farnese, Galleria Farnese
- Trionfo di Galatea (c. 1719) - dipinto di Jean-Baptiste van Loo
- Pygmalion et Galatée (1763) - scultura di Étienne Maurice Falconet
- Aci, Galatea e Polifemo - "serenata" di Georg Friedrich Händel (in italiano)
- Acis and Galathea - masque di Georg Friedrich Händel (in inglese)
- Galatea con sfere (1952) - dipinto di Salvador Dalí
- Galatea - scultura presente al palazzo ducale di Sassuolo opera di Antonio Raggi
- Galatea (1664) - dipinto di Elisabetta Sirani